# ديمازول
ديمازول Dimazole (أو diamthazole) هو عبارة عن دواء  من الزمرة الدوائية مضادات الفطريات. من مضادات الفطريات للاستخدام الموضعي أي للاستعمال الجلدي. 
تستخدم في عملية تحضير بعض المبيدات الحشرية التي تحتوي عليها.

## التخليق

تخليق الديمازول: